# پراکساگوراس

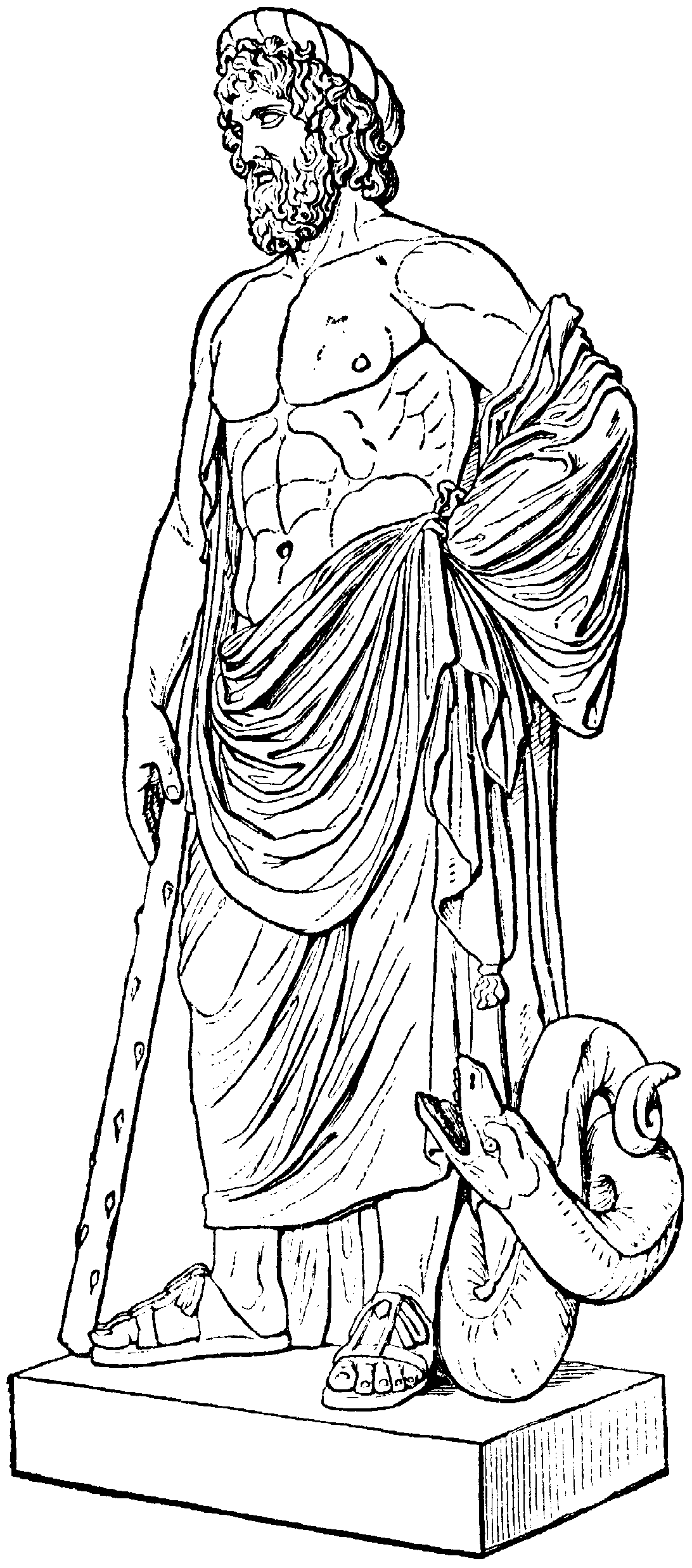
تندیس پراکساگوراس

پراکساگوراس (یونانی باستان: Πραξαγόρας ὁ Κῷος) پزشک و کالبدشناس یونانی از اهالی جزیره کس بود که در حوالی ۳۴۰–۳۲۰ ق میلاد برآمد.
او شاگرد و جانشین دیوکلس در ریاست مکتب جزمی بود.
پراکساگوراس نخستین کسی بود که آشکارا تفاوت میان سرخرگ‌ها و سیاهرگ‌ها را چنین بیان کرد که سیاهرگ‌ها حاوی خون است، در حالی که سرخرگ‌ها فقط پر از هواست. گرمای بدن ذاتی نیست، بلکه اکتسابی است.
او همچنین مطالعهٔ عمیق‌تری دربارهٔ نبض انجام داد و تشخیص و آسیب‌شناسی موضعی را بهبود بخشید.